# Vadállatok (film)
A Vadállatok (Savages) egy 2012-ben készült amerikai thriller, melyet Oliver Stone rendezett. A film Don Winslow azonos című regényéből készült. Főszereplők Taylor Kitsch, Blake Lively, Aaron Taylor-Johnson, Demian Bichir, Benicio del Toro, Salma Hayek, John Travolta és Emile Hirsch.

## Cselekmény
Ben, a filantróp botanikus és Chon, a háborús veterán boldogan élnek közös barátnőjükkel, Opheliával, aki csak "O"-nak hívatja magát egy nagy villában Laguna Beachben. Tehetik mindezt azért, mert Ben és Chon állítják elő a nyugati part legjobb marihuánáját. A tökéletesen menő üzlet és boldogság azonban csak addig tart, míg egy nap nem jelentkezik náluk a mexikói Baja drogkartell, akik visszautasíthatatlan ajánlatot tesznek: egyesülnek a kartellel és ezentúl nekik is szállítanak a termékükből, vagy őket is lefejezik egy láncfűrésszel. Miután a fiúk mégis visszautasítják az ajánlatot, a brutális szervezet nem sokat teketóriázik és elrabolják a barátnőjüket, hogy az életével zsaroljanak ki tőlük egy nagyobb kábítószer szállítmányt. Csakhogy a fiúknak is megvan a maguk szervezeti háttere, és annak segítségével titkon ellentámadásba lendülnek a kartell ellen, aminek egyre súlyosabb, véresebb és beláthatatlanabb következményei lesznek...

## Szereposztás
| Szerep               | Színész              | Magyar hang       |
| -------------------- | -------------------- | ----------------- |
| Chon                 | Taylor Kitsch        | Zöld Csaba        |
| Ben                  | Aaron Taylor-Johnson | Szabó Máté        |
| Ophelia "O" Sage     | Blake Lively         | Nemes Takách Kata |
| Elena Sánchez        | Salma Hayek          | Németh Borbála    |
| Miguel "Lado" Arroyo | Benicio del Toro     | László Zsolt      |
| Dennis Cain          | John Travolta        | Csankó Zoltán     |
| Alex                 | Demián Bichir        | Koncz István      |
| Magdalena Sánchez    | Sandra Echeverría    |                   |
| Spin                 | Emile Hirsch         |                   |
| El Azul              | Joaquín Cosio        |                   |
| Dolores Arroyo       | Ma Maestro           |                   |
| Sophía               | Amber Dixon          |                   |
| Chad                 | Shea Whigham         | Holl Nándor       |
| Craig                | Joel Moore           |                   |
| Paqu Sage            | Uma Thurman          |                   |

## Visszhang
A filmet alapvetően közepes, átlagos filmnek értékelték. A kritikák többsége nagyjából egyetértett abban, hogy a karakterek nem voltak különösen érdekesek, kidolgozottak, illetve azonosulásra alkalmasak, emiatt a cselekményeknek sem volt különösebb súlya. Kitértek még rá, hogy a három fiatal, alapvetően érdektelen főszereplőhöz képest az ismertebb színészek, főleg del Toro és Travolta ezzel együtt is sokkal hitelesebben, élvezhetőbben játszották el a rájuk osztott szerepeket.